# Poljanski Lug
 Poljanski Lug  falu Horvátországban Zágráb megyében. Közigazgatásilag Vrbovechez tartozik.

## Fekvése
Zágrábtól 35 km-re keletre, községközpontjától 7 km-re délre, a Vrbovecet elkerülő  A12-es autópálya közelében fekszik. A falun folyik át a Lónya folyó, mely mellett több kis halastavat alakítottak ki.

## Története
A falu 1917-ben kezdett betelepülni Eugen de Piennes márki egykori, eladott birtokán. Egy időben a telepet egyszerűen "baraka", azaz barakk néven nevezték. Kezdetben valóban fából épített barokkok álltak itt, ahol a közeli erdőkben dolgozó favágó munkások éltek. Mai hivatalos nevét csak a második világháború után kapta, mivel egykor Vrbovec város ligetes területe volt. 
A falunak 1910-ben 120 lakosa volt. Trianonig Belovár-Kőrös vármegye Kőrösi járásához tartozott. 2001-ben 453 lakosa volt. A faluban ma négyosztályos alapiskola működik. Kápolnája, önkéntes tűzoltó egylete, horgász egyesülete, két vadászháza van.

## Lakosság
| Lakosság változása | Lakosság változása | Lakosság változása | Lakosság változása | Lakosság változása | Lakosság változása | Lakosság változása | Lakosság változása | Lakosság változása | Lakosság változása | Lakosság változása | Lakosság változása | Lakosság változása | Lakosság változása | Lakosság változása |
| ------------------ | ------------------ | ------------------ | ------------------ | ------------------ | ------------------ | ------------------ | ------------------ | ------------------ | ------------------ | ------------------ | ------------------ | ------------------ | ------------------ | ------------------ |
| 1857               | 1869               | 1880               | 1890               | 1900               | 1910               | 1921               | 1931               | 1948               | 1953               | 1961               | 1971               | 1981               | 1991               | 2001               |
| 0                  | 0                  | 0                  | 0                  | 0                  | 120                | 131                | 289                | 230                | 618                | 607                | 549                | 448                | 404                | 453                |

## Nevezetességei
A Fatimai Szűzanya tiszteletére szentelt kápolnája 1961-ben épült.

## Külső hivatkozások
Vrbovec város hivatalos oldala